# Angriffsvektor
Der Angriffsvektor (zum englischen attack vector) – oder auch (wenn mehr als nur ein Vektor möglich ist) die Angriffsfläche – bezeichnet einen möglichen Angriffsweg oder ein (ggf. verteiltes/mehrstufiges) Verfahren, wie ein unbefugter Eindringling, ganz gleich welcher Art, in ein fremdes Computersystem eindringen oder dieses kompromittieren kann, um es danach entweder zu übernehmen oder zumindest für eigene Zwecke zu missbrauchen.
Meistens werden dafür bekannt gewordene Sicherheitslücken in dem angegriffenen System genutzt. Ein solches Ausnutzen wird auch als Exploit bezeichnet.

## Belege
1. ↑  Die Angriffsfläche reduzieren: Mehr Sicherheit unter Windows – Computerwoche, am 4. Juni 2009
2. ↑  Internet Explorer 7: Mehr Sicherheit beim Zonenmodell – Heise, am 8. Dezember 2005; dort u. a. auch mit „Neuerungen betreffen beispielsweise die Intranet-Zone, die mit ihren großzügigen Privilegien eine unnötige Angriffsfläche bietet.“